# Leo Hoegh
Leo Arthur Hoegh (* 30. März 1908 in Audubon, Audubon County, Iowa; † 15. Juli 2000 in Colorado Springs, Colorado) war ein US-amerikanischer Politiker und von 1955 bis 1957 der 33. Gouverneur des Bundesstaates Iowa.

## Frühe Jahre und politischer Aufstieg
Leo Hoegh studierte an der University of Iowa, an der er im Jahr 1932 sein juristisches Examen ablegte. Er war Mitglied der Republikanischen Partei und wurde im Jahr 1937 in das Repräsentantenhaus von Iowa gewählt. Dort stieg er bald zum Fraktionsführer der Republikaner auf. Außerdem war er Vorsitzender des Justizausschusses. Im Jahr 1941 wurde Hoegh Anwalt der Stadt Charton. Während des Zweiten Weltkrieges stieg er in der US Army bis zum Oberstleutnant auf. Er war auf dem europäischen Kriegsschauplatz eingesetzt. Dabei wurde er wegen seiner Tapferkeit mehrfach ausgezeichnet.

## Gouverneur von Iowa
Nach dem Krieg wurde Hoegh zunächst als Rechtsanwalt in Charton tätig. Im Jahr 1948 bewarb er sich erfolglos um einen Sitz im US-Repräsentantenhaus. Zwischen 1953 und 1955 war er Justizminister (Attorney General) von Iowa. Hoegh unterstützte 1952 den Präsidentschaftswahlkampf von Dwight D. Eisenhower, den er bereits während des Zweiten Weltkrieges persönlich kennengelernt hatte. 1954 wurde er zum neuen Gouverneur seines Staates gewählt. Leo Hoegh trat sein neues Amt am 13. Januar 1955 an. In seiner zweijährigen Amtszeit wurde der Autobahnausbau vorangetrieben und der Bildungsetat erhöht. Das staatliche Schulsystem wurde verbessert und auf den damals neuesten Stand gebracht. Auch die Landwirtschaft und das Gesundheitswesen wurden gefördert. Allerdings wurden alle diese Verbesserungen durch Steuererhöhungen finanziert, was den Gouverneur unbeliebt machte und ihn schließlich 1956 die Wiederwahl kostete.

## Weiterer Lebenslauf
Nach dem Ende seiner Gouverneurszeit wurde Hoegh von Präsident Eisenhower in den zivilen Verteidigungsrat berufen. Dort war er zwischen 1957 und 1958. Zwischen 1958 und 1961 war er in der zivilen Mobilmachungsverwaltung (Civil and Defense Mobilization) tätig. Mit dem Regierungsantritt des demokratischen Präsidenten John F. Kennedy im Januar 1961 verlor Hoegh dieses Amt wieder. Danach war Hoegh als Rechtsanwalt tätig. Seit 1964 hatte er seine Praxis nach Chipita Park in Colorado verlegt. Dort arbeitete er bis 1985, ehe er sich in den Ruhestand zurückzog. Leo Hoegh starb im Juli 2000. Mit seiner Frau Mary Louise Foster hatte er zwei Kinder.